# マクロスΔスクランブル
『マクロスΔスクランブル』（マクロスデルタスクランブル、MACROSS DELTA SCRAMBLE）は、「マクロスシリーズ」を題材にしたコンピュータゲームソフト。「マクロス」ゲーム初のPlayStation Vita専用ソフトとして2016年10月20日に発売された。
イメージイラストは天神英貴によるもので、VF-31J（ハヤテ機）、Sv-262Hs（キース機）の他にVF-1A（一条機）、VF-19改（バサラ機）、VF-25F（アルト機）、YF-19（イサム機）といった歴代シリーズの主人公機が描かれる。

## 概要
『マクロスエースフロンティア』や『マクロス30 銀河を繋ぐ歌声』などを製作してきたアートディンクによるマクロスゲームの最新作。ファイター、ガウォーク、バトロイドと三段変形するバルキリーを操作して空中戦を行うフライト・アクション・シューティングゲーム。
本作は2016年4月から9月まで放送されたテレビアニメ『マクロスΔ』を題材にしている。主人公ハヤテ・インメルマンの所属する「ケイオス」側だけでなく、「ウィンダミア」側でのプレイも可能。また高難度のエクストラミッションでは作品の枠を超え、歴代マクロスシリーズからもバルキリーやキャラクターがゲストとして登場する。
アニメのストーリーを再現したミッションは、基本コンテンツ（発売初期状態）では第1クール（第1話「戦場のプロローグ」から第13話「激情 ダイビング」）までがプレイできる。2016年11月30日に追加配信された、無料の追加ダウンロードコンテンツで最終話「永遠のワルキューレ」までの内容がフォローされる。
「一度だけの恋なら」「恋!ハレイション THE WAR」などアニメで使用された楽曲が通常版は20曲、期間限定生産版の「ルンピカ♪サウンドエディション」は50曲が収録される。『マクロスアルティメットフロンティア』にあったカスタムサウンドトラック機能は非対応。
前作では「サポートキャラ」は1人しか選べなかったが、本作では「サポートユニット」として最大5人のキャラクターをサポートキャラクターとして設定できる。

## 特典
初回限定特典として「VF-31J ジークフリード“フレイア・ヴィオン”」「VF-31S ジークフリード“美雲・ギンヌメール”」が使用可能になるダウンロードコードが付属する。
アニメイト限定特典として「VF-31C ジークフリート“マキナ＆レイナ”」が使用可能になるダウンロードコードが付属する。
東京ゲームショウ2016では特典として「VF-31F ジークフリート”カナメ・バッカニア”」が使用可能になるダウンロードコードが記載されたウミネコステッカーが配布される。

## ストーリー

### ケイオス陣営のストーリー
西暦2067年、ブリージンガル球状星団の各地にヴァール・シンドロームという奇病が蔓延していた。発症したものは暴力的な破壊衝動に囚われ、我を忘れて破壊の限りを尽くす。
しかし、戦術音楽ユニット・「ワルキューレ」の歌がヴァールの抑制に効果を発揮することが判明した。星間複合企業「ケイオス」はワルキューレをヴァールの発症した惑星に派遣し、暴徒の鎮圧にあたらせていた。
ケイオスに所属する新人パイロット、ファンとハンスは惑星アル・シャハルで発生したヴァール鎮圧のため、ワルキューレのライブの護衛任務に出撃する。

### ウィンダミア陣営のストーリー
西暦2060年、ブリージンガル球状星団の辺境の惑星ウィンダミアは新統合政府からの独立戦争を起こした。しかし、新統合政府は大量破壊兵器の「ディメッションカッター」を使用し、ウィンダミアは大きな損害を被った。
そして西暦2067年、ウィンダミア王国は再び新統合政府を打倒するため、惑星アル・シャハルに侵攻を始めた。
ウィンダミアのバルキリー部隊・空中騎士団の若者、ヴィクトルとドミニクは祖国の独立のため、戦いに身を投じる。

## 登場人物

### マクロスΔスクランブル オリジナルキャラクター
ファン・ベルナロッテ（名前変更可）
声 - 井上遥乃
本作の主人公で、ケイオス陣営の新人パイロット。蒼い瞳で、髪の色はベージュと水色。格闘戦が得意。当初はVF-171ナイトメアプラスに搭乗する。
ハンス・シュヴァルム（名前変更可）
声 - 桑畑裕輔
本作の主人公で、ケイオス陣営の若手パイロット。赤い目をしている。射撃が得意。当初はVF-171ナイトメアプラスに搭乗する。
ケイオス オペレーター
声 - 清水彩香
ケイオス側のオペレーター。作戦中のオペレーションをする。
ヴィクトル・ハルムスタッド（名前変更可）
声 - 田中誠人
本作の主人公で、ウィンダミアの空中騎士団の若手パイロット。髪の色は青緑で、黄色いルンを持っている。非常に真面目。キャラ特性は機動と集中。Sv-262BaドラケンIIIに搭乗する。
ドミニク・ウーデット（名前変更可）
声 - 伊藤節生
本作の主人公で、ウィンダミアの空中騎士団の新人パイロット。髪の色は緑で、水色のルンを持っている。キャラ特性は防御と魂。Sv-262BaドラケンIIIに搭乗する。
空中騎士団オペレーター
声 - 篠原孝太朗
ウィンダミアの空中騎士団のオペレーター。

### 『マクロスΔ』の登場人物

#### ケイオス
ハヤテ・インメルマン
声 - 内田雄馬
Δ小隊所属のパイロット。搭乗機はVF-31J。
ミラージュ・ファリーナ・ジーナス
声 - 瀬戸麻沙美
Δ小隊の紅一点パイロット。階級は少尉。
アラド・メルダース
声 - 森川智之
Δ小隊の隊長。元・新統合軍所属。階級は少佐。
メッサー・イーレフェルト
声 - 内山昂輝
Δ小隊のエースパイロット。搭乗機は死神のパーソナルマークを描いたVF-31F。階級は中尉。
チャック・マスタング
声 - 川田紳司
Δ小隊の早期警戒担当。惑星ラグナ出身。階級は少尉。
カナメ・バッカニア
声 - 安野希世乃
ワルキューレのリーダー。赤茶色の髪の女性。
美雲・ギンヌメール
声 - 小清水亜美、歌：JUNNA
「ワルキューレ」のエースボーカル。青紫の髪の女性。年齢等の詳細は不明。
フレイア・ヴィオン
声 - 鈴木みのり
ウィンダミア王国出身の少女。ワルキューレの新メンバー。
マキナ・中島
声 - 西田望見
ワルキューレのメカニック担当。
レイナ・プラウラー
声 - 東山奈央
ワルキューレの電子作戦担当。
アーネスト・ジョンソン
声 - 石塚運昇
マクロス・エリシオンの艦長。

#### ウィンダミア王国
キース・エアロ・ウィンダミア
声 - 木村良平
ウィンダミア王国擁するバルキリー部隊「空中騎士団」のエースパイロット。「白騎士」の異名を持つ。
ボーグ・コンファールト
声 - KENN
空中騎士団所属のパイロット。赤い髪の少年。ヘルマンの教え子。
ヘルマン・クロース
声 - 遠藤大智
空中騎士団のサブリーダー。33歳だがウィンダミア人は寿命が短く、すでに老化現象が始まっている。
テオ・ユッシラ
声 - 峰岸佳
空中騎士団所属のパイロット。ザオの双子の兄。
ザオ・ユッシラ
声 - 峰岸佳
空中騎士団所属のパイロット。テオの双子の弟。
ハインツ・ネーリッヒ・ウィンダミア
声 - 寺崎裕香
ウィンダミア王国の王位継承者。9歳だが強力な「風の歌」を歌うことができ、ウィンダミア王国の戦略にはなくてはならない人物。
ロイド・ブレーム
声 - 石川界人
空中騎士団のリーダー。眼鏡をかけている。

### ゲスト参戦キャラクター
一条輝
声 - 野島健児
『超時空要塞マクロス 愛・おぼえていますか』の主人公。スカル小隊にてVF-1バルキリーに乗り、やがて同隊の隊長となる。
リン・ミンメイ
声 - 飯島真理
『超時空要塞マクロス 愛・おぼえていますか』の登場人物。ゼントラーティとの戦い「第一次星間大戦」では「愛・おぼえていますか」によって戦争を終結に導いた伝説の歌姫。
熱気バサラ
声 - 神奈延年
『マクロス7』の主人公。マクロス7船団のロックバンド、Fire Bomberのメインボーカルにして、VF-19改 ファイヤーバルキリーのパイロット。
ミレーヌ・ジーナス
声 - 櫻井智
『マクロス7』の登場人物。Fire Bomberの女性ボーカル。
イサム・ダイソン
声 - 山崎たくみ
『マクロスプラス』の主人公。YF-19のテストパイロット。
ガルド・ゴア・ボーマン
声 - 石塚運昇
『マクロスプラス』に登場するイサムの幼馴染にしてライバル。ゼネラル・ギャラクシー社のYF-21のテストパイロット。
ミュン・ファン・ローン
声 - 深見梨加
『マクロスプラス』の登場人物。イサム、ガルドの幼馴染。
工藤シン
声 - 鈴村健一
『マクロス ゼロ』の主人公。地球統合軍に所属するVF-0のパイロット。本作にはVF-0の整備を担当する中島雷蔵は登場しないが、マキナの苗字が中島であることに驚く。
サラ・ノーム
声 - 小林沙苗
『マクロス ゼロ』の登場人物。マヤン島に住む少女で風の巫女。
早乙女アルト
声 - 中村悠一
『マクロスF』の主人公。新マクロス級超長距離移民船団「マクロスフロンティア」の民間軍事会社S.M.Sのパイロット。
シェリル・ノーム
声 - 遠藤綾
『マクロスF』の登場人物。マクロス・ギャラクシー船団出身で銀河の妖精と呼ばれる人気シンガー。
ランカ・リー
声 - 中島愛
『マクロスF』の登場人物。フロンティア船団出身で超時空シンデレラと呼ばれる人気アイドル。
リオン・榊
声 - 入野自由
『マクロス30 銀河を繋ぐ歌声』の主人公。S.M.Sセフィーラ支社所属のパイロット。
ミーナ・フォルテ
声 - 千菅春香
『マクロス30 銀河を繋ぐ歌声』の登場人物。惑星ウロボロスの遺跡で発見された謎の少女。

## 登場メカ
- VF-31J ジークフリード ハヤテ機
- VF-31J ジークフリード “フレイア・ヴィオン”
- VF-31S ジークフリード アラド機
- VF-31S ジークフリード “美雲・ギンヌメール”
- VF-31E ジークフリード チャック機
- VF-31C ジークフリード ミラージュ機
- VF-31C ジークフリード “マキナ＆レイナ”
- VF-31F ジークフリード メッサー機
- VF-31F ジークフリード “カナメ・バッカニア”
- VF-31A カイロス
- VF-171 ナイトメアプラス
- VF-171 ナイトメアプラスEX ケイオス仕様
- リガード
- 一〇四式リガード
- スーパー・グラージ
- VF-1EX
- Sv-262Hs ドラケンIII キース機
- Sv-262Ba ドラケンIII ボーグ機
- Sv-262Ba ドラケンIII テオ機
- Sv-262Ba ドラケンIII ザオ機
- Sv-262Ba ドラケンIII カシム機
- VF-1S バルキリー 一条機
- VF-1S バルキリー 30周年記念カラー
- VF-19改 ファイヤーバルキリー
- VF-1J バルキリー ミレーヌ機
- YF-19 エクスカリバー
- YF-21 シュトゥルムフォーゲル
- VF-0A フェニックス シン機
- VF-25F メサイア アルト機
- VF-25F メサイア 30周年記念カラー
- YF-30 クロノス
- クァドラン・レア
- シャイアンII
- ステルスクルーザー
- グァンタナモ級宇宙空母

## 収録楽曲
「限定」は期間限定生産版の「ルンピカ♪サウンドエディション」専用の収録楽曲。
| 収録 | 曲名                                  | 歌手                                                | 作詞                                          | 作曲/編曲               | 登場作品             |
| ---- | ------------------------------------- | --------------------------------------------------- | --------------------------------------------- | ----------------------- | -------------------- |
|      | 一度だけの恋なら                      | ワルキューレ                                        | 唐沢美帆、加藤裕介                            | 加藤裕介                | マクロスΔ            |
|      | 恋! ハレイション THE WAR              | ワルキューレ                                        | 深川琴美、姉田ウ夢ヤ                          | 姉田ウ夢ヤ              | マクロスΔ            |
|      | いけないボーダーライン                | ワルキューレ                                        | 西直紀                                        | コモリタミノル          | マクロスΔ            |
|      | 僕らの戦場                            | ワルキューレ                                        | 唐沢美帆、加藤裕介                            | 加藤裕介                | マクロスΔ            |
|      | AXIA 〜ダイスキでダイキライ〜         | ワルキューレ                                        | 六ツ見純代                                    | 松本良喜/鈴木Daichi秀行 | マクロスΔ            |
|      | Silent Hacker                         | ワルキューレ                                        |                                               |                         | マクロスΔ            |
|      | ザルド・ヴァーサ!〜決意の歌           |                                                     |                                               |                         | マクロスΔ            |
|      | Walküre Attack!                       | ワルキューレ                                        |                                               |                         | マクロスΔ            |
|      | GIRAFFE BLUES                         | ワルキューレ                                        |                                               |                         | マクロスΔ            |
| 限定 | ルンがピカッと光ったら                | ワルキューレ                                        | 西直紀                                        | コモリタミノル          | マクロスΔ            |
|      | 絶対零度θノヴァティック               | ワルキューレ                                        |                                               |                         | マクロスΔ            |
| 限定 | ジリティックBEGINNER                  | ワルキューレ                                        |                                               |                         | マクロスΔ            |
| 限定 | NEO STREAM                            | ワルキューレ                                        |                                               |                         | マクロスΔ            |
| 限定 | GIRAFFE BLUES〜Mikumo Solo〜          | 三雲・ギンヌメール（JUNNA）                         |                                               |                         | マクロスΔ            |
| 限定 | 破滅の純情                            | ワルキューレ                                        |                                               |                         | マクロスΔ            |
| 限定 | オーラ・サーラ〜光る風〜              | ハインツ（メロディ チューバック）                   |                                               |                         | マクロスΔ            |
| 限定 | マクロス                              | 藤原誠                                              | 阿佐茜                                        | 羽田健太郎              | 超時空要塞マクロス   |
| 限定 | 私の彼はパイロット                    | 飯島真理                                            | 阿佐茜                                        | 羽田健太郎              | 超時空要塞マクロス   |
| 限定 | 小白竜                                | 飯島真理                                            | 阿佐茜                                        | 羽田健太郎              | 超時空要塞マクロス   |
| 限定 | ドッグ・ファイター                    | BGM                                                 |                                               | 羽田健太郎              | 超時空要塞マクロス   |
| 限定 | 0-G LOVE                              | 飯島真理                                            | 阿佐茜                                        | 羽田健太郎              | 超時空要塞マクロス   |
|      | 愛・おぼえていますか                  | リン・ミンメイ（飯島真理）                          | 安井かずみ                                    | 加藤和彦                | 愛・おぼえていますか |
| 限定 | 天使の絵の具                          | リン・ミンメイ（飯島真理）                          | 飯島真理                                      | 飯島真理                | 愛・おぼえていますか |
| 限定 | INFORMATION HIGH                      | Melodie Sexton                                      | DAI＆KEN＝GO→                                 | CMJK                    | マクロスプラス       |
|      | VOICES                                | 新居昭乃                                            | 覚和歌子                                      | 菅野よう子              | マクロスプラス       |
|      | 突撃ラブハート                        | Fire Bomber                                         | K.Inojo                                       | 河内淳貴                | マクロス7            |
| 限定 | HOLY LONELY LIGHT                     | Fire Bomber                                         | K.Inojo                                       | 須藤英樹                | マクロス7            |
|      | MY FRIENDS                            | Fire Bomber                                         | M.MEG                                         | 川野美紀                | マクロス7            |
| 限定 | TRY AGAIN                             | Fire Bomber                                         | K.Inojo、福山恭子                             | 福山芳樹                | マクロス7            |
| 限定 | POWER TO THE DREAM                    | Fire Bomber                                         | K.INOJO                                       | 福山芳樹                | マクロス7            |
| 限定 | REMEMBER 16                           | Fire Bomber                                         | K.INOJO                                       | 河内淳貴                | マクロス7            |
| 限定 | ・・・だけどベイビー!!                | チエ・カジウラ                                      | Chie                                          | 大田要                  | マクロス7            |
|      | HOROBI NO UTA                         | Holy Raz、大貫史朗                                  | 蓜島邦明、河森正治                            | 蓜島邦明                | マクロス ゼロ        |
| 限定 | トライアングラー(fight on stage)      | シェリル・ノーム（May'n） ランカ・リー（中島愛）    | Gabriela Robin                                | 菅野よう子              | マクロスF            |
| 限定 | ライオン                              | シェリル・ノーム（May'n） ランカ・リー（中島愛）    | Gabriela Robin                                | 菅野よう子              | マクロスF            |
|      | 射手座☆午後九時Don't be late          | シェリル・ノーム starring May'n                     | 佐藤大、hàl、 マイクスギヤマ、 Gabriela Robin | 菅野よう子              | マクロスF            |
| 限定 | インフィニティ #7                     | シェリル・ノーム starring May'n ランカ・リー=中島愛 | 岩里祐穂                                      | 菅野よう子              | マクロスF            |
| 限定 | ノーザンクロス                        | シェリル・ノーム starring May'n                     | 岩里祐穂 Gabriela Robin                       | 菅野よう子              | マクロスF            |
|      | 星間飛行                              | ランカ・リー（中島愛）                              | 松本隆                                        | 菅野よう子              | マクロスF            |
| 限定 | アナタノオト                          | ランカ・リー（中島愛）                              | 真名杏樹                                      | 菅野よう子              | マクロスF            |
|      | ユニバーサル・バニー                  | シェリル・ノーム（May'n）                           | しほり、PA-NON、Gabriela Robin                | 菅野よう子              | イツワリノウタヒメ   |
| 限定 | オベリスク                            | シェリル・ノーム（May'n）                           | 菅野よう子                                    | Gabriela Robin          | イツワリノウタヒメ   |
| 限定 | 虹いろ・クマクマ                      | ランカ・リー=中島愛                                 | Gabriela Robin                                | 菅野よう子              | サヨナラノツバサ     |
| 限定 | Get it on〜光速クライMAX              | シェリル・ノーム starring May'n ランカ・リー=中島愛 | Tim Jensen/Gabriela Robin                     | 菅野よう子              | サヨナラノツバサ     |
|      | 放課後オーバーフロウ                  | ランカ・リー=中島愛                                 | Gabriela Robin                                | 菅野よう子              | サヨナラノツバサ     |
| 限定 | サヨナラノツバサ〜the end of triangle | シェリル・ノーム starring May'n ランカ・リー=中島愛 | Gabriela Robin、河森正治                      | 菅野よう子              | サヨナラノツバサ     |
|      | プラネット・クレイドル                | 千菅春香                                            | kz（livetune）                                | kz（livetune）          | マクロス30           |
| 限定 | ワンダーリング                        | 千菅春香                                            | kz（livetune）                                | kz（livetune）          | マクロス30           |